# Elymnias lactentia
Elymnias lactentia är en fjärilsart som beskrevs av Hans Fruhstorfer 1907. Elymnias lactentia ingår i släktet Elymnias och familjen praktfjärilar. Inga underarter finns listade i Catalogue of Life.